# The Return of Tarah
The Return Of Tarah  is het derde studioalbum van de band Proxyon. Het album is uitgebracht in 1993. In tegenstelling tot eerdere albums van Proxyon, werd dit album gecomponeerd en geproduceerd door de maker, verstopt achter een pseudoniem Jay Vee, die de stijl van samenstelling beïnvloedt, duidelijk verschillend van eerdere opnamen. Het was ook het laatste album van Proxyon waar nieuwe nummers op staan.

## Tracklist
1. Star Ranger 5:10
2. Crystal Planet 5:25
3. Voyage Thuis 5:02
4. Mutant 's War 5:12
5. King of Darkness 4:35
6. The Warrior 5:00
7. The Return of Tarah 4:57
8. The Final Battle 4:43
9. Atomic City 4:00
10. De Shuttle 4:52